# Landfrieden
Una Landfrieden (o: Landfriede; del latín constitutio pacis, pax instituta o pax jurata; en castellano paz o seguridad pública) era una forma jurídica medieval por la que un señor renunciaba al uso de la fuerza. El juramento afectaba esencialmente al derecho de guerra privada o fehde.
Existieron diferentes asociaciones de este tipo. En 1235, el Emperador Federico II estableció que toda Alemania era una landfriede. Fueron bastante relevantes durante los siglos XIV y XV, destacando la Liga de Suabia (1376) y la Liga de Renania (1381), situada en el sudoeste de Alemania.